# Oenanthe uhligii
Oenanthe uhligii là một loài thực vật có hoa trong họ Hoa tán. Loài này được (H. Wolff) Norman mô tả khoa học đầu tiên năm 1932.